# Mohammad Sarhangi
Mohammad Sarhangi (* 1980 im Iran) ist ein deutscher Historiker und Autor.

## Leben
Sarhangi wurde 1980 im Iran geboren und floh 1986 mit seiner Familie vor dem Ersten Golfkrieg nach Deutschland. Während die Asylanträge seiner Eltern bewilligt wurden, wurden die seiner Brüder und ihm aus bürokratischen Gründen abgelehnt, da den Kindern laut Behörden keine Gefahr drohe. Diese Erfahrung prägte seine Kindheit und führte zu Ängsten innerhalb der Familie, insbesondere vor behördlicher Willkür.
In Deutschland erlebte er früh soziale Ausgrenzung. Auf einem Spielplatz wurde ihm von anderen Kindern gesagt: „Mit Ausländerkindern spielen wir nicht.“ Solche Erfahrungen führten zu einem Gefühl der Fremdheit und Exklusion, das seine spätere Arbeit maßgeblich beeinflusste.
Sarhangi studierte Geschichte und promovierte in diesem Fach. Seine Expertise liegt im Bereich der Emotionsforschung und Migrationsgeschichte. Er war mitverantwortlich für das „Archiv der Flucht“, ein Oral-History-Projekt am Berliner Haus der Kulturen der Welt, das 44 Interviews mit Menschen sammelt, die zwischen 1945 und 2016 nach Deutschland geflohen sind. Zurzeit arbeitet er am Zentrum für Antisemitismusforschung der Technischen Universität Berlin.

## Wirken
Sarhangi setzt sich für eine inklusive Gesellschaft ein, in der Migranten nicht nur rechtlich, sondern auch emotional eingebunden sind. Er fordert eine „Politik der Geborgenheit“ und kritisiert die Härte und Kälte, mit welcher die deutsche Politik häufig auf Migration reagiert. Er betont, dass Gefühle wie Angst, Scham, Wut, aber auch Hoffnung und Sehnsucht zentrale Bestandteile der Migrationserfahrung sind und in der öffentlichen Debatte mehr Beachtung finden sollten.
Im August 2024 veröffentlichte Sarhangi sein Buch Jahre der Angst, Momente der Hoffnung: Eine Gefühlsgeschichte der Migration. Darin verbindet er autobiografische Erlebnisse mit theoretischen Ansätzen der Emotionsforschung und Analysen des Migrationsdiskurses in Deutschland. Er zeigt auf, wie Exil, Fremdheit und Diskriminierung die Gefühle von Migranten prägen und formen.
Das Buch ist als Textcollage strukturiert, in der persönliche Erfahrungen mit wissenschaftlichen Reflexionen verwoben werden. Sarhangi erläutert, dass Emotionen nicht angeboren, sondern historisch, sozial und politisch geprägt sind. Er führt beispielsweise den somalischen Begriff „Buufis“ an, der einen Zustand zwischen Hoffnung und Hoffnungslosigkeit beschreibt.
Die Kritik lobte das Buch für seine tiefe Verbindung von persönlicher Erfahrung und wissenschaftlicher Analyse. Einige Rezensionen bemängeln jedoch, dass der Text stellenweise zu akademisch sei und dadurch weniger zugänglich für ein breites Publikum. Sarhangi selbst räumte ein, dass sein Fokus auf den Gefühlswelten von Migranten aus muslimisch geprägten Ländern liege und andere Erfahrungen, wie die von Vertragsarbeitern in der ehemaligen DDR, nicht behandelt werde.

## Veröffentlichungen (Auswahl)
- Jahre der Angst, Momente der Hoffnung: Eine Gefühlsgeschichte der Migration. S. Fischer Verlag, Frankfurt am Main 2024, ISBN 978-3-10-397514-7